# Kalachhari
Kalachhari es una  ciudad censal situada en el distrito de Dhalai en el estado de Tripura (India). Su población es de 4827 habitantes (2011). 

## Demografía
Según el censo de 2011 la población de Kalachhari era de 4827 habitantes, de los cuales 2394 eran hombres y 2433 eran mujeres. Kalachhari tiene una tasa media de alfabetización del 97,60%, superior a la media estatal del 87,22%: la alfabetización masculina es del 98,49%, y la alfabetización femenina del 96,74%.